# Terpna apicalis
Terpna apicalis là một loài bướm đêm trong họ Geometridae.